# 藤原浜成
藤原 浜成（ふじわら の はまなり）は、奈良時代の公卿・歌人。藤原京家、参議・藤原麻呂の嫡男。官位は従三位・大宰員外帥。

## 経歴
神亀元年（724年）藤原京家の祖である参議・藤原麻呂の嫡男として誕生。名は初め浜足と称した。京家の中心的人物であったが、年齢的に一世代近く年上であった他の3家（南家・北家・式家）の二世世代に比べてその昇進は常に一歩後れをとらざるをえなかった。
天平勝宝3年（751年）従五位下に叙爵。孝謙・淳仁朝にかけて、大蔵少輔・大判事・節部大輔などを歴任するものの、昇進は停滞し10年以上の長きに亘り従五位下に留まる。当時権勢を誇っていた従兄の藤原仲麻呂との関係が思わしくなかったことが想定される。
天平宝字8年（764年）9月に発生した藤原仲麻呂の乱では孝謙上皇側に味方し、9月から10月にかけて三階昇進して従四位下に叙せられる。翌天平神護元年（765年）には乱での功労により勲四等の叙勲を受けるが、その後の称徳朝での叙位任官の記録は残っておらず、政変後も浜成が重用されることはなかった。
神護景雲4年（770年）8月に称徳天皇が崩御し、公卿らの合議により白壁王が皇太子に冊立され10月に即位する（光仁天皇）。この皇太子冊立から即位を通じて、藤原四家の主要貴族は叙位任官を受けるが、京家の浜足のみがこれに与っていない。このことから、浜成は藤原他家の氏人と異なり、白壁王擁立に歩調を合わせなかったと想定される。これについて、浜成が著した『歌経標式』が天武天皇系皇族の歌人に偏りを見せていることから、浜成は天武皇統に対して愛着と尊敬を持っていたらしく、心中では天武系による皇位継承の原則を支持し、天智天皇系である白壁王の即位に消極的であった。さらには、このことが藤原他家との違和感、特に式家との対立意識をもたらしたとする見方がある。
宝亀2年（771年）従四位上・刑部卿に叙任され、翌宝亀3年（772年）49歳で参議に叙任され公卿に列す。なお参議任官直前の時点で、議政官における藤原四家の構成は、南家2名、北家1名、式家3名、京家なしの状態であり、浜足と同時に北家の楓麻呂も参議に昇進している。従って、浜成の参議登用は浜成が評価されたというより、当時実権を握っていた式家の内臣・藤原良継らが持つ藤原四家間の平衡感覚の結果とも考えられる。なお、この参議昇任後間もなく、浜足から浜成に改名すると共に、歌学書である『歌経標式』を光仁天皇に撰上している。
宝亀4年（773年）廃太子となった他戸親王に替わって、新たな皇太子を選定する際、光仁天皇の第一皇子・山部親王（のち桓武天皇）を推す藤原百川に対し、浜成は山部の母（高野新笠）の身分が賤しいことを問題視し、山部の異母弟で皇族出身の尾張女王を母に持つ薭田親王を推挙し、激しく対立したとされる。その後は、宝亀5年（774年）正四位下、宝亀6年（775年）正四位上、宝亀7年（776年）従三位と順調に昇進するが、『歌経標式』を撰述するなどの文学的才能による光仁天皇との個人的な関係に基づくもの、あるいは単純に藤原他家の参議（藤原継縄・楓麻呂・百川）との折り合いに配慮したものとも想定される。
天応元年（781年）4月に光仁天皇が桓武天皇に譲位するが、この譲位に前後して多くの叙位が行われた。しかし、またもや浜成はこれに漏れた上、大宰帥として大宰府に下向させられ、中央政界から遠ざけられる。さらに6月になると、歴任した官職で善政を聞いたことがないとの理由で、大宰員外帥に降格された。そして従者も10人から3人に、公廨（俸禄）も判官（大・少監）並の3分の1に減らされ、職務の執行も停止を命じられ、大宰大弐の佐伯今毛人が代行した。これは天皇として反対勢力に対して強い意志を示す必要があったこと、特に浜成に対してはかつて自らの立太子に反対したことに対する報復であった可能性が高い。また、同年12月の光仁太上天皇崩御の6日前にかつて浜成が次期天皇に推挙した薭田親王が急死しているのも、報復の可能性を推測する見方がある。天応2年（782年）閏正月には、娘・法壱の夫である氷上川継が氷上川継の乱を起こすと、浜成も連座して参議・侍従を解任された。その後、中央政界に復帰できないまま、延暦9年（790年）2月18日に大宰府で薨去。享年67。最終官位は大宰員外帥従三位。

## 人物
諸書に概ね通じており、陰陽・卜占等の術に習熟していた。中央及び地方の諸官を歴任したが、治績を上げることができず、部下の官人や民は苦しんだという。
万葉歌人であった父・麻呂の血を受け継いで、浜成も歌人であり、宝亀3年（772年）現存する日本最古の歌学書である『歌経標式』を光仁天皇に撰上している。

## 官歴
注記のないものは『続日本紀』による。
- 時期不詳：正六位上
- 天平勝宝3年（751年） 正月25日：従五位下
- 天平勝宝9歳（757年） 6月16日：大蔵少輔
- 天平宝字5年（761年） 正月16日：大判事
- 天平宝字7年（763年） 4月14日：節部大輔
- 天平宝字8年（764年） 9月20日：従五位上[13]、正五位下。10月7日：従四位下
- 天平神護元年（765年） 正月7日：勲四等
- 宝亀2年（771年） 閏3月1日：刑部卿。11月25日：従四位上
- 宝亀3年（772年） 4月20日：参議。5月7日以前：浜足から浜成に改名[14]。11月1日：大蔵卿
- 宝亀5年（774年） 正月9日：正四位下。3月5日：刑部卿兼武蔵守
- 宝亀6年（775年） 3月18日：正四位上
- 宝亀7年（776年） 正月1日：従三位
- 宝亀10年（779年） 日付不詳：弾正尹[13]
- 天応元年（781年） 4月17日：大宰帥。6月16日：大宰員外帥
- 天応2年（782年） 閏正月18日：解参議兼侍従
- 延暦9年（790年） 2月18日：薨去（大宰員外帥従三位）

## 系譜
注記のないものは『尊卑分脈』による。
- 父：藤原麻呂
- 母：稲葉気豆の娘 - 因幡国八上郡采女
- 妻：多治比縣守の娘
  - 三男：藤原継彦（749-828）
- 生母不明：
  - 男子：藤原永谷
  - 男子：藤原臣継[15]
  - 男子：藤原大継（?-810）
  - 男子：藤原承之
  - 男子：藤原豊彦
  - 女子：藤原法壱 - 氷上川継室